# Altenstein (Bad Liebenstein)
Altenstein ist ein Stadtteil von Bad Liebenstein in Thüringen.
Der Stadtteil Altenstein befindet sich etwa zwei Kilometer nördlich vom Stadtzentrum der Kurstadt Bad Liebenstein im Wartburgkreis. Er besteht aus dem Schloss Altenstein mit Nebengebäuden des ehemaligen Hofmarschallamtes, in denen jetzt die Parkverwaltung als Außenstelle der Stiftung Thüringer Schlösser und Gärten mit Büros und Werkstätten untergebracht ist, einem Wohnhaus an der Ökonomiewiese, zwei Gaststätten, dem gegenwärtig leerstehenden Waldhaus sowie dem Altensteiner Park. Auch der Steinbacher Sportplatz wurde auf einer Wiese an der nördlichen Zufahrt zum Altensteiner Park angelegt.
Im Gebäudekomplex des Hofmarschallamtes gibt es eine Informationsstelle des Naturparks Thüringer Wald. Im Westflügel liegen die Räume der Parkverwaltung.
Das nördlich benachbarte Waldhotel Schloss Altenstein und das östlich gelegene so genannte Waldhaus sind Hotelbauten. Das weitläufige Gelände des Altensteiner Parks besitzt ein Straßen- und Wegenetz in einer Gesamtlänge von 20 km. Die Zahl der ständigen Bewohner im Stadtteil Schloss Altenstein liegt unter 20 Personen.
Schon im Jahr 1923 gab es eine erste Zusammenlegung der Orte Schweina, Steinbach und Bad Liebenstein. Diese Verwaltungsreform wurde schon 1924 revidiert. Eine zweite Gebietsreform wurde 1950 durch die Eingemeindung in das angrenzende Schweina vollzogen, welches nun Bad Liebenstein II hieß. Am 31. März 1974 wurde auch diese Verbindung mit Schweina wieder aufgelöst. Wegen der Bedeutung für den Kurbetrieb verblieben das Parkgelände und somit auch das Schloss Altenstein bei der Stadt Bad Liebenstein.